# Rotarex
Die Rotarex Gruppe ist eine weltweit operierende Firmengruppe, die Hochdruckventile, Anschlüsse und Druckregler entwickelt und herstellt. Rotarex wurde 1922 unter dem Namen Ceodeux in Lintgen, Luxemburg gegründet und beschäftigt heute weltweit ca. 1500 Mitarbeiter.
Rotarex ist der weltweit geschützte Markenname für die Rotationskatheter der Firma Straub Medical AG in Wangs, Schweiz. Die Rotarex-Katheter werden von spezialisierten Fachärzten zur Entfernung thrombotischen Materials aus Blutgefäßen eingesetzt.
Der Hochdruckgasarmaturenhersteller Rotarex geht (auch) auf die Kohlensäurefabrik Ceodeux in Mersch, 5 km nördlich von Lintgen, zurück.